# Linea Sarmiento
La linea Sarmiento (Línea Sarmiento in spagnolo) è un insieme di servizi ferroviari suburbani che uniscono la capitale argentina Buenos Aires con le città dell'area occidentale della grande conurbazione bonaerense, nella limitrofa provincia di Buenos Aires.
I servizi sono gestiti dalla compagnia statale Trenes Argentinos dal 14 ottobre 2013.

## Le rete
La rete è composta dalle seguenti linee:
- Once - Moreno
- Moreno - Mercedes
- Merlo - Lobos